# Heidi Westphal
Heidi Westphal (n. 5 iulie 1959, Gnoien, Republica Democrată Germană, Germania) este o canotoare ce a reprezentat Republica Democrată Germană, medaliată olimpică. A participat la o ediție a Jocurilor Olimpice (1980) în care a câștigat o medalie de argint.

## Participări
Lista de mai jos prezintă principalele competiții la care a participat Heidi Westphal de-a lungul carierei.
- rowing at the 1980 Summer Olympics – women's double sculls[*][6]